# ドンボーヴァール - ジェーケーニェシュ線
ドンボーヴァール - ジェーケーニェシュ線（ハンガリー語: Dombóvár–Gyékényes-vasútvonal）は、ハンガリー国鉄の鉄道線の名称である。路線番号は41。ハンガリーとクロアチアを結ぶ路線の一部である。

## 運行形態[1]

### 特急「インターシティ」(IC)
- ショモジ号：　ブダペスト - ドンボーヴァール - カポシュヴァール - ジェーケーニェシュ
- リップル・ローナイ号、クレス・ゲーザ号：　ブダペスト - ドンボーヴァール - カポシュヴァール
ブダペスト - ドンボーヴァール - カポシュヴァール/ジェーケーニェシュ間に、合わせて一日3往復の運行。うち2往復がカポシュヴァール止まりで、ジェーケーニェシュまで直通するのは1往復のみである。ドンボーヴァール以東は40号線に直通する。
過去の運行状況
2016年以前は一日2往復で、全てクロアチア鉄道M201号線のザグレブ方面に直通していた。41号線内の停車駅は、カポシュヴァール、ショモジソブ、チュルゴーのみであった。また、クレス・ゲーザ号は「ジェリツ」号を名乗っていた。
2017年度は、ジェーケーニェシュまでが一日3往復（夏季は2往復）に増発された。
2018年度に、カポシュヴァールまで3往復、ジェーケーニェシュまで1往復の減便され、クロアチアへの直通が無くなった。
2019年度に、停車駅が大幅に増加し、現在の運行形態となった。
2020年末に、ジェリツ号が「クレス・ゲーザ」号に愛称を変更した。

### 特急「エクスプレス」(Ex)
- フェニヴェシュ号：　ケストヘイ - カポシュヴァール - ドンボーヴァール下駅 - ペーチ　【夏季運行】
夏季限定で、一日1往復運行する。ドンボーヴァール以東は短絡線経由で40号線に、カポシュヴァール以西は36号線に直通する。カポシュヴァール - ドンボーヴァール下駅間ノンストップ。
2022年度に運行を開始した。2023年度に限り、区間特急(S)の種別で運行していた。

### 快速「インターレギオ」(IR)
- ヘリコン号：　ジェール - カポシュヴァール - ドンボーヴァール - ペーチ
一日1往復の運行。休日は一日1.5往復、金曜日は一日2往復運行される。増発便のうち、休日の東行1本および金曜日の1往復は、ドンボーヴァール下駅を通過する。ドンボーヴァール以東は40号線に、カポシュヴァール以西は36号線に直通する。
2020年以前は、区間特急(S)の種別で運行していた。夏季は毎日、冬季は休日のみ一日1往復の運行（夏季の休日は1.5往復）であった。

### 普通
- ドンボーヴァール - ジェーケーニェシュ
2時間に1本の運行。
過去の運行形態
2020年以前は、カポシュヴァール以東で4時間間隔で運行される時間帯もあった。また、半数はドンボーヴァール - カポシュヴァール間ノンストップで、残り半数は現在休止中の駅も含めて各駅に停車していた。全列車カポシュヴァール - チュルゴー間各駅停車で、ポログセントキラーイにも一部のみ停車していた。
2021年度より、カポシュヴァール以東で2時間に1本の運行となった。2021年春より、ドンボーヴァール下駅、ナジベルキ、セントヤカブが全列車停車となった。
2022年度より、カポシューイラク、カポシュメーレー、カポシュフェー通過の列車が設定された。
2023年度より、カポシュヴァール以東の6駅とポログセントキラーイが全列車通過となった。

## 駅一覧
以下では、ハンガリー国鉄30号線の駅と営業キロ、停車列車、接続路線などを一覧表で示す。なお、ブダペスト近郊についてはブダペスト - セーケシュフェヘールヴァール線の項目を参照。
- 種別
  - IC：特急
  - IR：快速
  - Sz：普通
- 停車駅
  - ■印：全列車停車
  - ●印：大部分停車、一部通過
  - ○印：大部分通過、一部停車
  - ｜印：全列車通過

| 路線名 | 駅名                              | 駅間営業キロ | 累計営業キロ | IC | IR | Sz | 接続路線                               | 所在地     | 所在地             |
| ------ | --------------------------------- | ------------ | ------------ | -- | -- | -- | -------------------------------------- | ---------- | ------------------ |
| 41     | ドンボーヴァール駅                |              | 0            | ■  |    | ■  | 40号線、47号線、50号線                 | トルナ県   | ドンボーヴァール郡 |
| 41     | ドンボーヴァール下駅              | 2            | 2            | ｜ | ●  | ■  | 40号線短絡線（ペーチ方面）             | トルナ県   | ドンボーヴァール郡 |
| 41     | カポシュプラ駅(休止中 *1)         |              | (5)          | ｜ | ｜ | ｜ |                                        | トルナ県   | ドンボーヴァール郡 |
| 41     | アッタラ駅(休止中 *1)             |              | (8)          | ｜ | ｜ | ｜ |                                        | トルナ県   | ドンボーヴァール郡 |
| 41     | チョマ・サバディ駅(休止中 *1)     |              | (10)         | ｜ | ｜ | ｜ |                                        | ショモジ県 | カポシュヴァール郡 |
| 41     | ナジベルキ駅                      | 11           | 13           | ｜ | ｜ | ■  |                                        | ショモジ県 | カポシュヴァール郡 |
| 41     | バテー駅(休止中 *1)               |              | (17)         | ｜ | ｜ | ｜ |                                        | ショモジ県 | カポシュヴァール郡 |
| 41     | カポシュホモク駅(休止中 *1)       |              | (20)         | ｜ | ｜ | ｜ |                                        | ショモジ県 | カポシュヴァール郡 |
| 41     | タサール駅(休止中 *1)             |              | (22)         | ｜ | ｜ | ｜ |                                        | ショモジ県 | カポシュヴァール郡 |
| 41     | カポシュセントヤカブ駅            | 16           | 29           | ｜ | ｜ | ■  | 35号線（シオーフォク方面）             | ショモジ県 | カポシュヴァール郡 |
| 41     | カポシュヴァール駅                | 2            | 31           | ■  | ■  | ■  | 36号線                                 | ショモジ県 | カポシュヴァール郡 |
| 41     | カポシューイラク駅                | 6            | 37           | ｜ |    | ●  |                                        | ショモジ県 | カポシュヴァール郡 |
| 41     | カポシュメーレー駅                | 2            | 39           | ｜ |    | ●  |                                        | ショモジ県 | カポシュヴァール郡 |
| 41     | カポシュフェー駅                  | 3            | 42           | ｜ |    | ●  |                                        | ショモジ県 | カポシュヴァール郡 |
| 41     | キシュコルパード駅                | 4            | 46           | ■  |    | ■  |                                        | ショモジ県 | カポシュヴァール郡 |
| 41     | ヤーコー・ナジバヨム駅            | 4            | 50           | ■  |    | ■  |                                        | ショモジ県 | カポシュヴァール郡 |
| 41     | クタシュ駅                        | 9            | 59           | ■  |    | ■  |                                        | ショモジ県 | ナジャタード郡     |
| 41     | ベレグ駅                          | 2            | 61           | ■  |    | ■  |                                        | ショモジ県 | ナジャタード郡     |
| 41     | エトヴェシュコーニ駅              | 6            | 67           | ■  |    | ■  |                                        | ショモジ県 | ナジャタード郡     |
| 41     | ショモジソブ駅                    | 4            | 71           | ■  |    | ■  | 38号線                                 | ショモジ県 | ナジャタード郡     |
| 41     | ボルハーシュ駅                    | 3            | 74           | ■  |    | ■  |                                        | ショモジ県 | ナジャタード郡     |
| 41     | センタ駅                          | 7            | 81           | ｜ |    | ■  |                                        | ショモジ県 | チュルゴー郡       |
| 41     | ズリーニテレプ駅                  | 3            | 84           | ｜ |    | ■  |                                        | ショモジ県 | チュルゴー郡       |
| 41     | チュルゴー駅                      | 6            | 90           | ■  |    | ■  |                                        | ショモジ県 | チュルゴー郡       |
| 41     | ポログセントキラーイ駅(休止中 *1) |              | (96)         | ｜ |    | ｜ |                                        | ショモジ県 | チュルゴー郡       |
| 41     | ジェーケーニェシュ駅              | 11           | 101          | ■  |    | ■  | 30号線、60号線、クロアチア鉄道M201号線 | ショモジ県 | チュルゴー郡       |

(*1): 2022年12月より旅客営業休止。